# Comuna de Stawiszyn
Stawiszyn (polaco: Gmina Stawiszyn) é uma gminy (comuna) na Polónia, na voivodia de Grande Polónia e no condado de Kaliski. A sede do condado é a cidade de Stawiszyn.
De acordo com os censos de 2007, a comuna tem 7235 habitantes, com uma densidade 92,4 hab/km².

## Área
Estende-se por uma área de 78,27 km², incluindo:
- área agricola: 66%
- área florestal: 27%

## Demografia
Dados de 30 de Junho 2007:
|                      | Total   | Total | Mulheres | Mulheres | Homens  | Homens |
| -------------------- | ------- | ----- | -------- | -------- | ------- | ------ |
|                      | pessoas | %     | pessoas  | %        | pessoas | %      |
| População            | 7235    | 100   | 3767     | 52,1     | 3468    | 47,9   |
| Densidade (pop./km²) | 92,4    | 100   | 48,1     | 48,1     | 44,3    | 44,3   |

De acordo com dados de 2005, o rendimento médio per capita ascendia a 1670,89 zł.

## Subdivisões
- Długa Wieś Pierwsza, Długa Wieś Druga, Długa Wieś Trzecia, Nowy Kiączyn, Petryki, Piątek Mały, Piątek Mały-Kolonia, Piątek Wielki, Pólko-Ostrówek, Werginki, Wyrów, Zbiersk, Zbiersk-Cukrownia, Zbiersk-Kolonia oraz Stary Kiaczyn.

## Comunas vizinhas
- Blizanów, Grodziec, Mycielin, Rychwał, Żelazków